# 파페에테 노트르담 성당

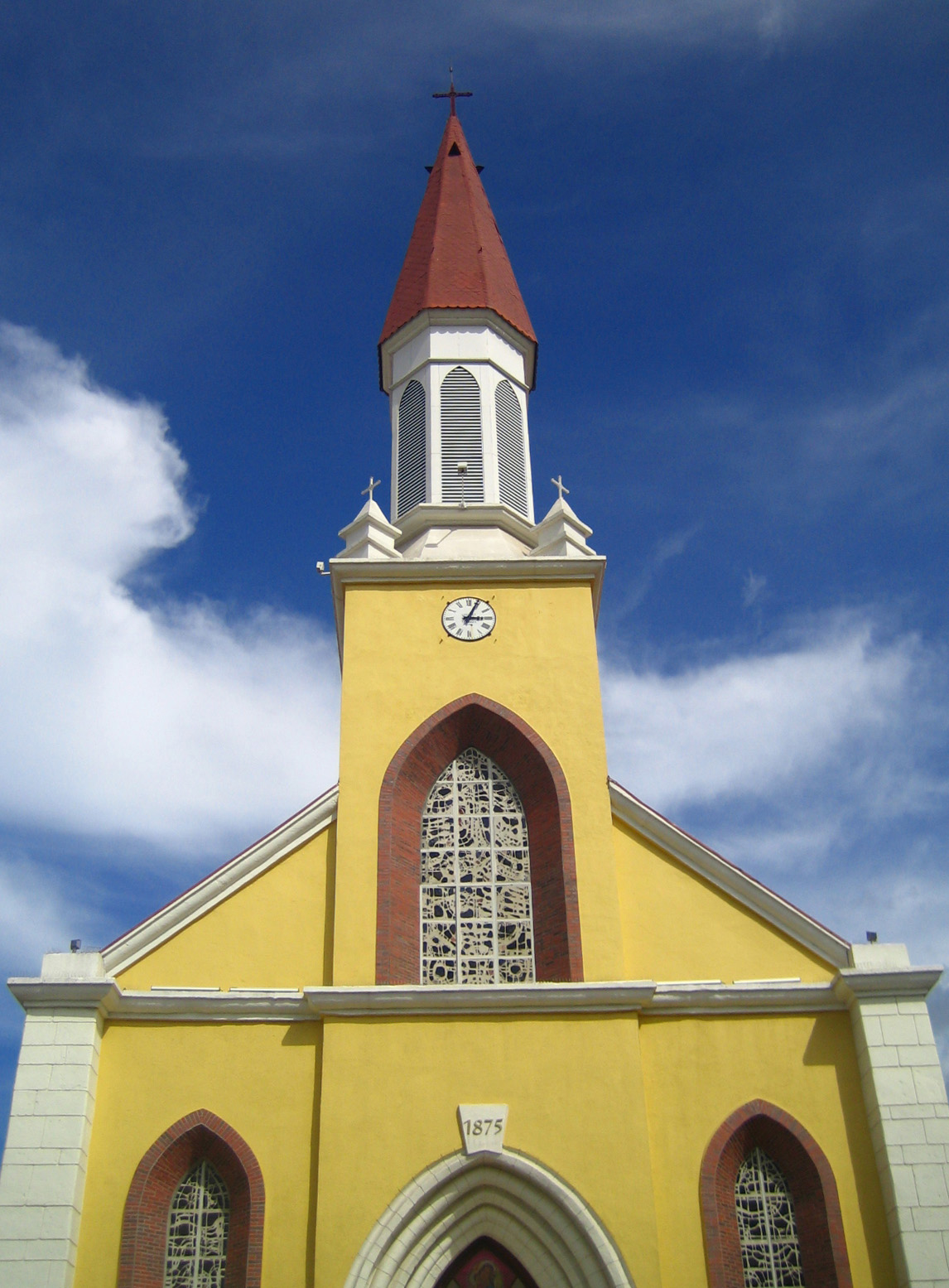

파페에테 노트르담 성당 (Notre Dame Cathedral, Papeete, 프랑스어: Cathédrale de Papeete Notre-Dame de L'Immaculée Conception)은 파페에테의 로마 가톨릭 대주교 관할구 대성당인 19세기 말의 교회이다. 파페에테의 워터프런트 산책로와 가까운 곳에 위치해 있다.
이 성당의 건축은 19세기 중반에 시작되었으며 1875년 개당하였다. 타히티섬에서 가장 오래된 가톨릭 교회이며 파페에테의 마지막으로 남아있는 초기 식민지 건축물 가운데 하나이다.